# Революційна Каталонія
Революційна Каталонія (21 липня 1936 — 8 травня 1937) — період, коли автономна область Каталонія на північному сході Іспанії контролювалася або значною мірою перебувала під впливом різних анархістських, синдикалістських, комуністичних і соціалістичних профспілок, партій і ополчень часів громадянської війни в Іспанії. 

## Загальний опис
Незважаючи на те, що конституційний каталонський інститут самоврядування, Женералітат Каталонії, залишився при владі та навіть взяв під контроль більшість повноважень центрального уряду Іспанії на своїй території, профспілки де-факто керували більшістю економіки та військових сил, що включає Confederación Nacional del Trabajo (CNT, Національна конфедерація праці), яка була домінуючою профспілкою на той час і тісно пов’язаною з нею. Federación Anarquista Ibérica (FAI, Іберійська анархістська федерація). Загальна спілка робітників (UGT), POUM (Робітнича партія марксистського об'єднання) і Об'єднана соціалістична партія Каталонії (PSUC, до якої входила Комуністична партія Каталонії) також були помітними.

## Інтернет-ресурси

### Первинні документи
- Homage to Catalonia by George Orwell, writer and officer in the POUM militia. First hand account of the Aragon front and Revolutionary Barcelona.
- "Militant Anarchism and the Reality in Spain" by Federica Montseny.
- The Tragic Week in May by Augustin Souchy.
- Writings on the Spanish Anarchists by Camillo Berneri.
- The Collectives in Aragon Excerpt from Gaston Leval's Social Reconstruction in Spain (London 1938).
- A day Mournful and Overcast... by an "uncontrollable" from the Iron Column. Article in "Nosotros", the daily newspaper of the Iron Column in Valencia, March 1937.
- The revolutionary movement in Spain by Helmut Ruediger (under Pen name M. Dashar).

### Зображення та фільми
- Living utopia (Living Utopia, Anarchism in Spain) documentary by Juan Gamero, Spanish with English subtitles, lasting 94 min
- Roig I Negre (Red and Black), a documentary on Anarchism in Catalonia by TV3 (Catalonia) (in Catalan)
- Gallery of CNT political posters